# Thazhakkara
Thazhakkara é uma vila no distrito de Alappuzha, no estado indiano de Kerala. Thazhakkara é uma das cinco aldeias de Mavelikkara Taluk, no distrito de Alappuzha.

## Dados demográficos
Segundo o censo indiano de 2001, Thazhakkara tinha uma população de 35,126 habitantes, com 16,780 homens e 18,346 mulheres.

## Economia
Algumas das indústrias baseadas em Thazhakkara são:
- Travancore Oxygen (perto de Kunnam)
- Sangrose Laboratories (em Mavelikkara), especializada na fabricação de cápsulas de gelatina mole. É também uma das únicas empresas do mundo a fabricar clofazimina.[carece de fontes?]

Governo local
ThazhakkaraPanchayat tem treze enfermarias. Eles são Thazhakara, Vazhupadi, Kunnam, Kallimel, Vettiyar-A, Vettiyar-B, Vettiyar-C, Vettiyar-D, Vettiyar-E, Eravankara, Arunoottimangalam-A, Arunoottimangalam-B e Aakkanattukara. ThazhakkaraPanchayat está situado entre 9º14" norte e uma longitude de 76º33" leste, na parte sudeste do distrito de Alappuzha. No lado norte, encontra-se o rio Achankovil, no oeste de Mavelikkara, Thekkekara de Mavelikkara, ChunakkaraPanchayat e Nooranadu Panchayat, no lado leste. A população local tem duas opiniões sobre a história do nome como Thazhakkara. Quando todos esses lugares estavam sob o majestoso domínio de Edappally Swaraoopam, esse lugar era visto como 'Thalakkara', pois essa área estava no nível mais alto social, economicamente, educacional, cultural e geograficamente e mais tarde se tornou 'Thazhakkara'.